# Platygyrium subrussulum
Platygyrium subrussulum är en bladmossart som beskrevs av Ferdinand François Gabriel Renauld och Jules Cardot 1900. Platygyrium subrussulum ingår i släktet Platygyrium och familjen Hypnaceae. Inga underarter finns listade i Catalogue of Life.